# Perika
Perika je skup kose, koja je napravljena od konjske dlake, ljudske kose, vune, perja, ili nekog umjetnog vlakna koji se nosi radi mode, kozmetike, ili kod kulturnih i vjerskih rituala.
To je vrsta pomagala ili ukras, koji se koristi umjesto prave kose. Kao pomagalo, koriste je ljudi koji nemaju kosu ili imaju neko oboljenje kose ili oboljenje kože na glavi. Periku kao ukras, najčešće koriste žene da bi privremeno promijenile svoj izgled ili boju kose. Pored toga perike često koriste glumci, naročito u predstavama povijesne tematike, da bi svoj izgled prilagodili ulozi koju igraju. Perika (vlasulja) kao predmet spada u proizvode primijenjenih umjetnosti i svrstava se u područje kostimografije.